# Сирак
Сирак или сираче е дете, което е изгубило единия или и двамата си родители. Оттук произлизат две разделения: пълен („кръгъл“) сирак (двама починали родители) и полусирак (един починал родител). Сирак се нарича човек, който се намира в определена, специфична за обществото възраст. Ако при възрастен (пълнолетен) човек починат и двамата родители, то тогава не се говори за сирак.

## Брой
Сираците се срещат значително по-рядко в развитите страни, защото родителите имат по-добър стандарт на живот и повечето от тях успяват да доживеят до 18-годишнината на своите деца.
| Континент               | Брой        | Като процент от всички деца |
| ----------------------- | ----------- | --------------------------- |
| Африка                  | 34 294 000  | 11,9%                       |
| Азия                    | 65 504 000  | 6,5 %                       |
| Южна Америка и Карибите | 8 166 000   | 7,4 %                       |
| Общо                    | 107 964 000 | 7,6 %                       |